# Камп Даглас (Висконсин)
Камп Даглас (енгл. Camp Douglas) град је у америчкој савезној држави Висконсин.

## Демографија
По попису из 2010. године број становника је 601, што је 9 (1,5%) становника више него 2000. године.
| Група             | 2000.       | 2010.       |
| Белци             | 572 (96,6%) | 586 (97,5%) |
| Афроамериканци    | 1 (0,2%)    | 3 (0,5%)    |
| Азијати           | 2 (0,3%)    | 2 (0,3%)    |
| Хиспаноамериканци | 10 (1,7%)   | 5 (0,8%)    |
| Укупно            | 592         | 601         |